# Iglesia de Santa María (Santa Cruz de la Serós)
La iglesia de Santa María de Santa Cruz de la Serós es la iglesia de una antigua abadía benedictina medieval de Aragón. Se encuentra ubicada a unos 16 km de  Jaca, en el pueblo de Santa Cruz de la Serós, en la provincia de Huesca, cuyo nombre proviene precisamente de las monjas que poblaban esa abadía.  La Iglesia de San Caprasio, construida entre 1020 y 1030, medio siglo antes que Santa María, se encuentra en una ubicación cercana en el mismo pueblo. En la actualidad solamente se conserva la iglesia de la antigua abadía.
El 13 de noviembre de 1931 fue declarado como «monumento histórico-artístico perteneciente al Tesoro Nacional», y refrendado el 25 de mayo de 2005 como Bien de Interés Cultural (RI-51-0001074).
En 2015, en la aprobación por la Unesco de la ampliación del Camino de Santiago en España a «Caminos de Santiago de Compostela: Camino francés y Caminos del Norte de España», España envió como documentación un «Inventario Retrospectivo - Elementos Asociados» (Retrospective Inventory - Associated Components) en el que en el n.º 1 figura la iglesia de Santa María.

## Historia
En el siglo XI funcionó como el monasterio familiar" de la Casa Real de Aragón, es decir miembros femeninos de la familia ingresaban en la abadía  mientras que otros integrantes de la Casa Real la patrocinaban desde el exterior.
La fecha de fundación de Santa María es desconocida. Se menciona por primera vez en un documento de 1070. En ese documento, Sancha de Aibar, madre del rey Ramiro I, otorga un terreno a la hija de Ramiro I, Sancha, a condición de que lo deje a las monjas de Santa María a su muerte. Aunque no existe ninguna referencia anterior al convento, parece que existía ya desde cierto tiempo atrás, ya que en el momento de la donación, el convento tenía ya una abadesa, Menosa, y una iglesia; ya que el documento en sí fue redactado «en el atrio de Santa María, ante la abadesa Señora Menosa». En su testamento de 1095, Sancha de Aragón especifica que su legado debe ir a la «fábrica de la iglesia para Santa María». Además de Sancha, las otras dos hijas de Ramiro I, Teresa, su hija mayor que nunca se casó, y Urraca, que pudo haber estado casada con el Conde Guillermo Beltrán de Provenza, hicieron donaciones a Santa María antes de entrar en ella como monjas. En un documento fechado el 15 de marzo de 1061, Ramiro I encomienda su hija Urraca a la abadesa y monjas de Santa María, pero este documento es probablemente una falsificación. Urraca parece haber entrado en el convento hacia 1070.
La nuera de Ramiro I, Felicia, esposa del rey Sancho Ramírez, donó un evangeliario al convento de monjas. Ahora está perdido, pero se piensa que cualquiera de las dos placas de plata dorada que sobreviven que incorporan algunos marfiles bizantinos fueron su cubierta del libro. Las portadas, una de las cuales lleva el nombre de Felicia, ahora residen en el Metropolitan Museum of Art de Nueva York. Ambos pudieron haber pertenecido en algún momento a Santa María.
La abadía fue abandonada en 1555, cuando las monjas se trasladaron a Jaca. 

Dos cubiertas de libros de la Reina Felicia
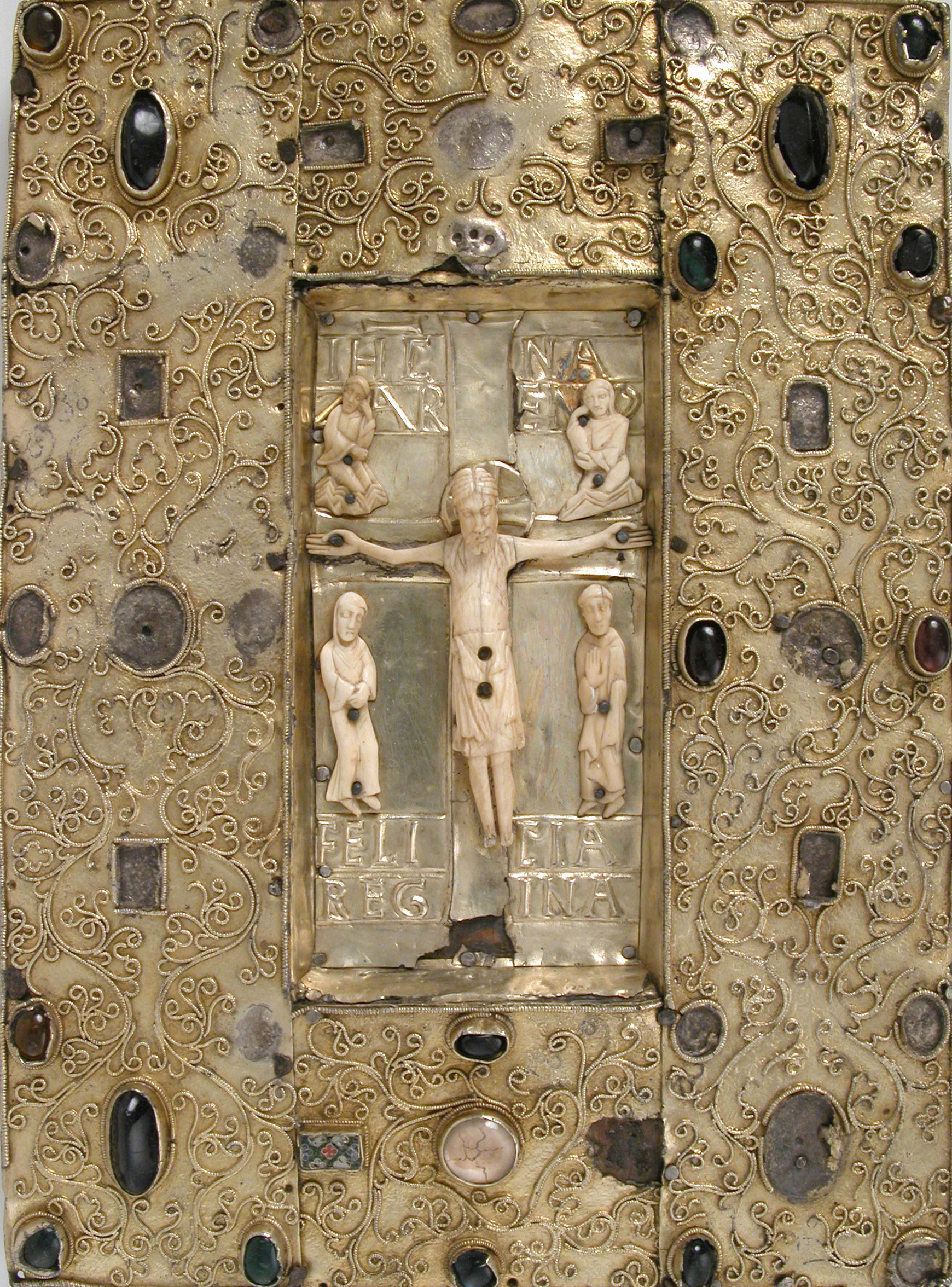
Este tiene el nombre de Felicia.
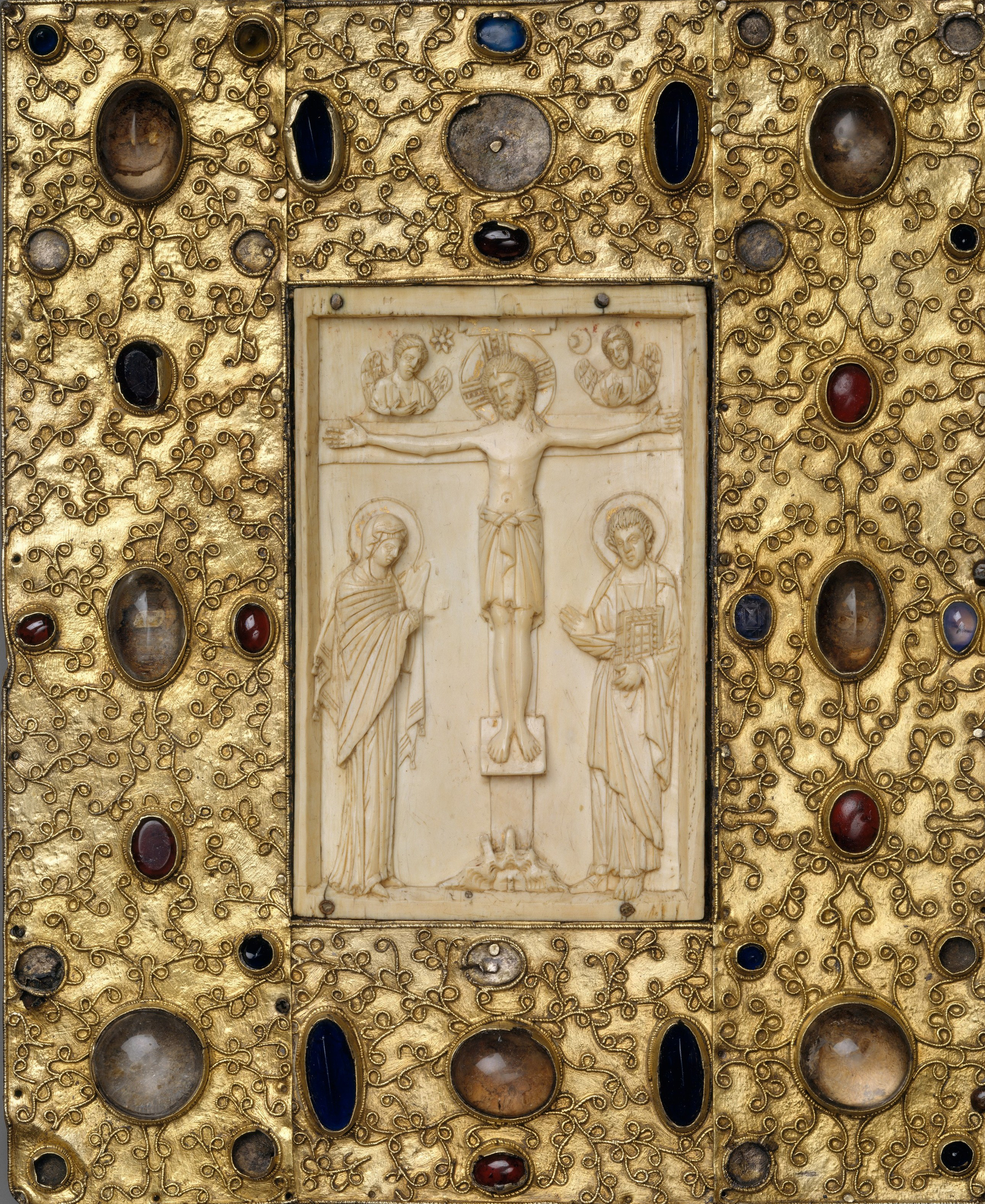

## Arquitectura
```
iglesia de las monjas, que estaba al menos ya en construcción a finales del 
siglo
 
XI
, es uno de los edificios más antiguos de 
Aragón
 construidos en 
estilo románico
. El plano de la pequeña iglesia, que es el único edificio del complejo que todavía se encuentra de pie, es el de una cruz latina. El exterior es de 
sillería
. El interior tiene 
capiteles
 esculpidos y molduras intrincadas. La nave es de bóveda de cañón con un ábside semicircular. El brazo sur del transepto tiene una torre alta con una cúpula en zigzag. La apariencia masiva y masiva de la iglesia probablemente se destaca menos cuando era meramente el edificio central entre muchos, pero hoy está solo. .
[
5
]
[
9
]
  Muchos de los elementos arquitectónicos tienen rastros de 
policromía
: estuvieron  pintados una vez en colores brillantes.
[
10
]
```

Exterior de la iglesia
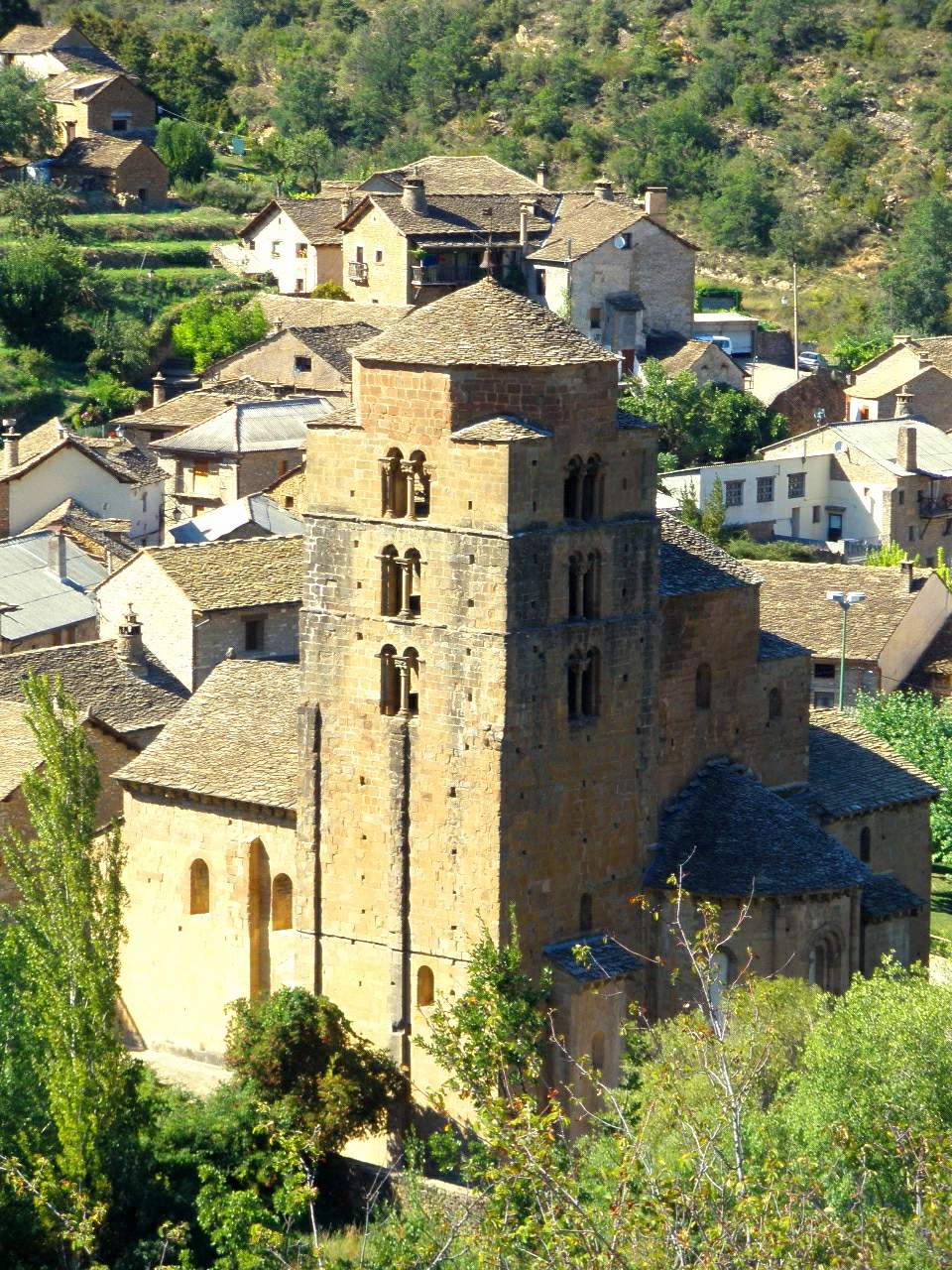
Vista lejanakkjfru8
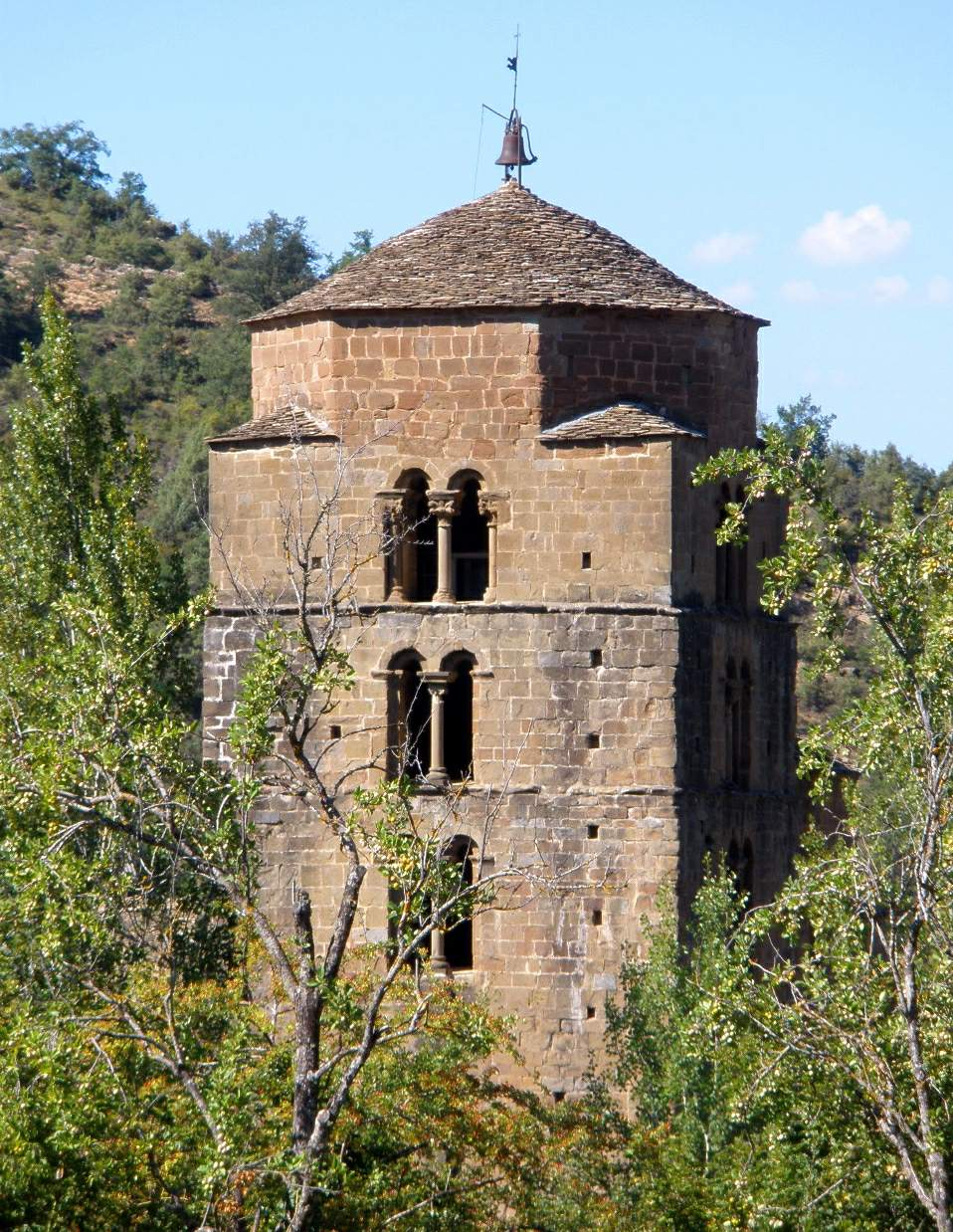
Detalle de la torre
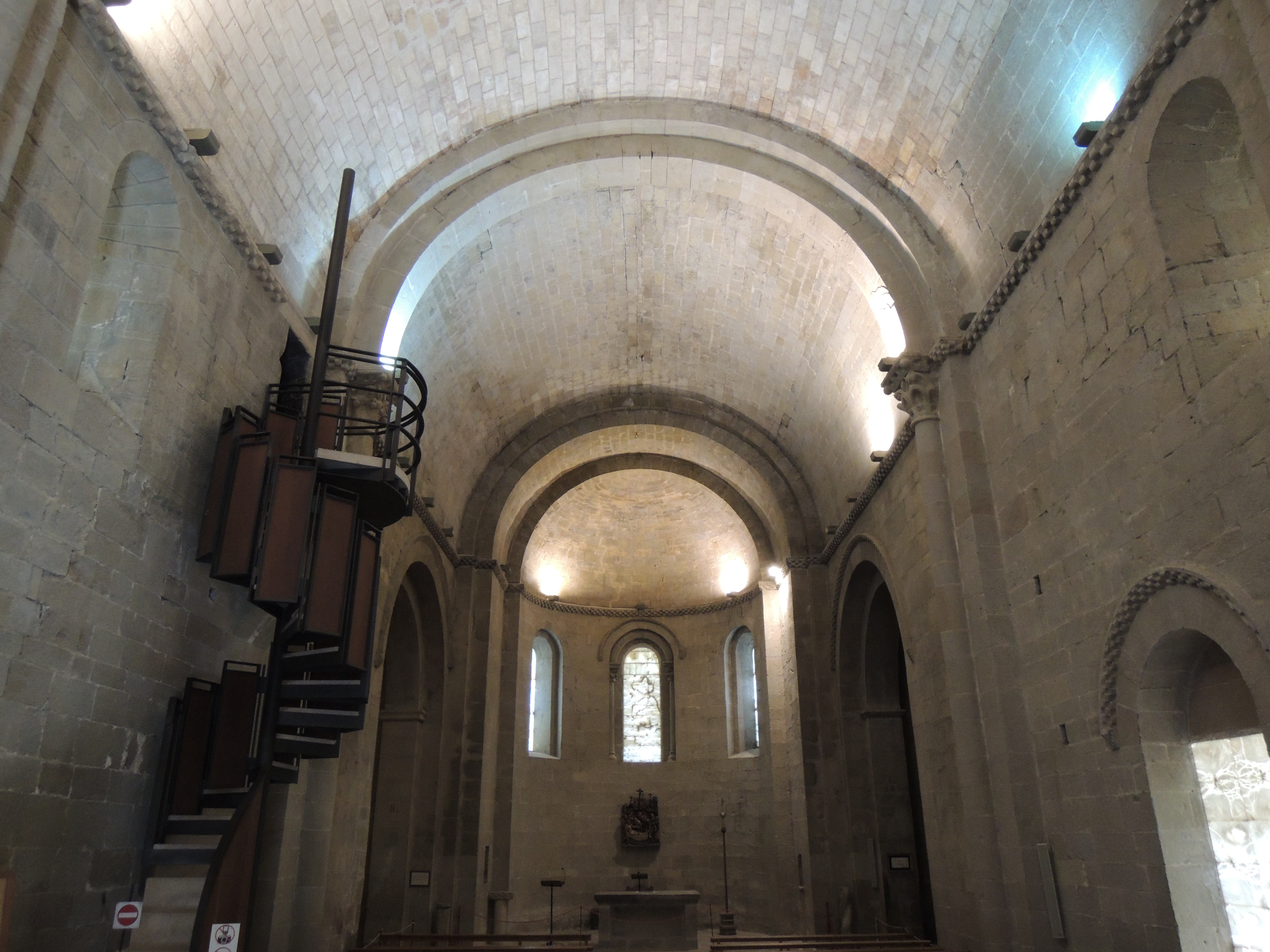
Nave abovedada de cañón y fina sillería; La escalera de caracol conduce a la habitación secreta
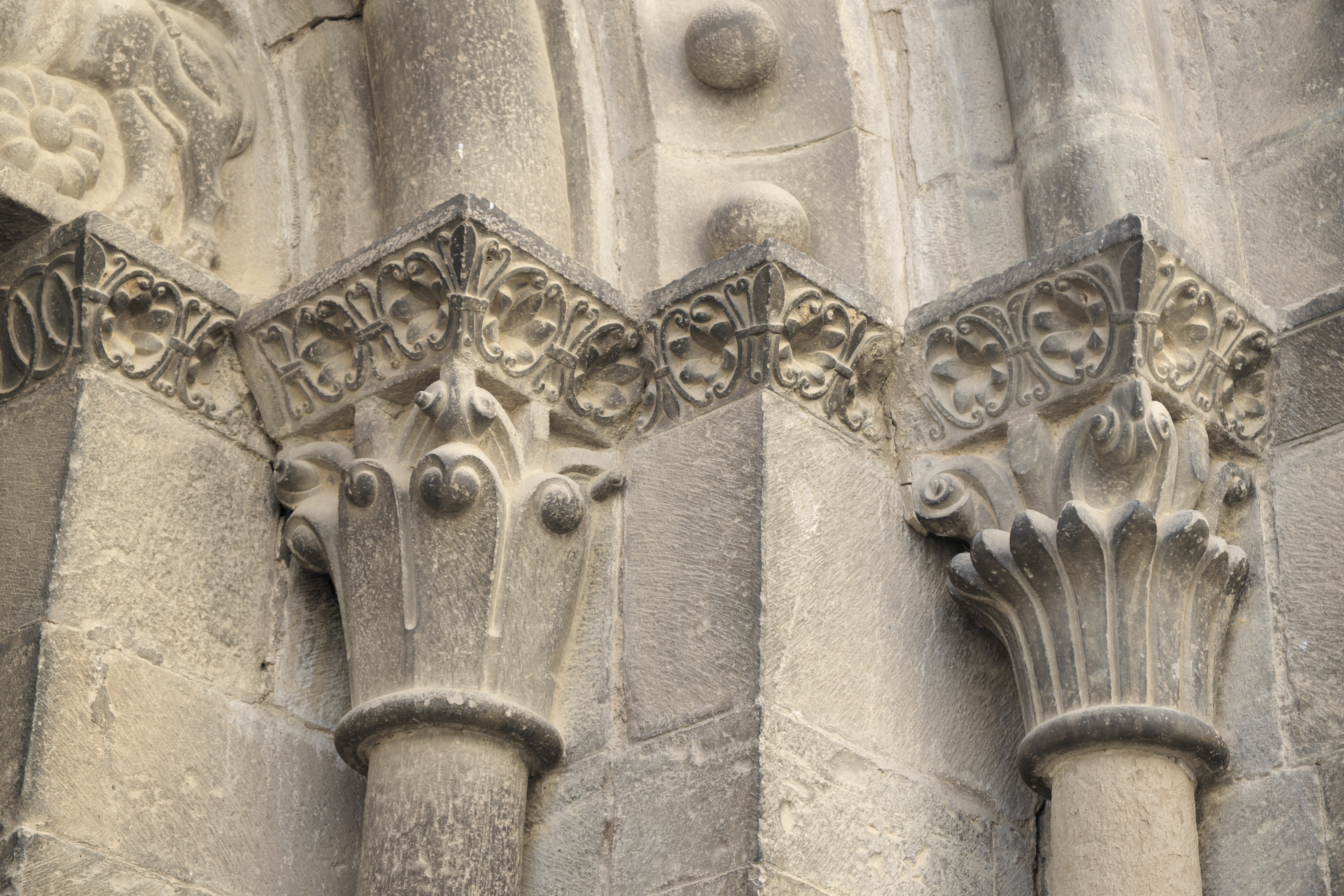
Capiteles tallados típicamente intrincados y molduras
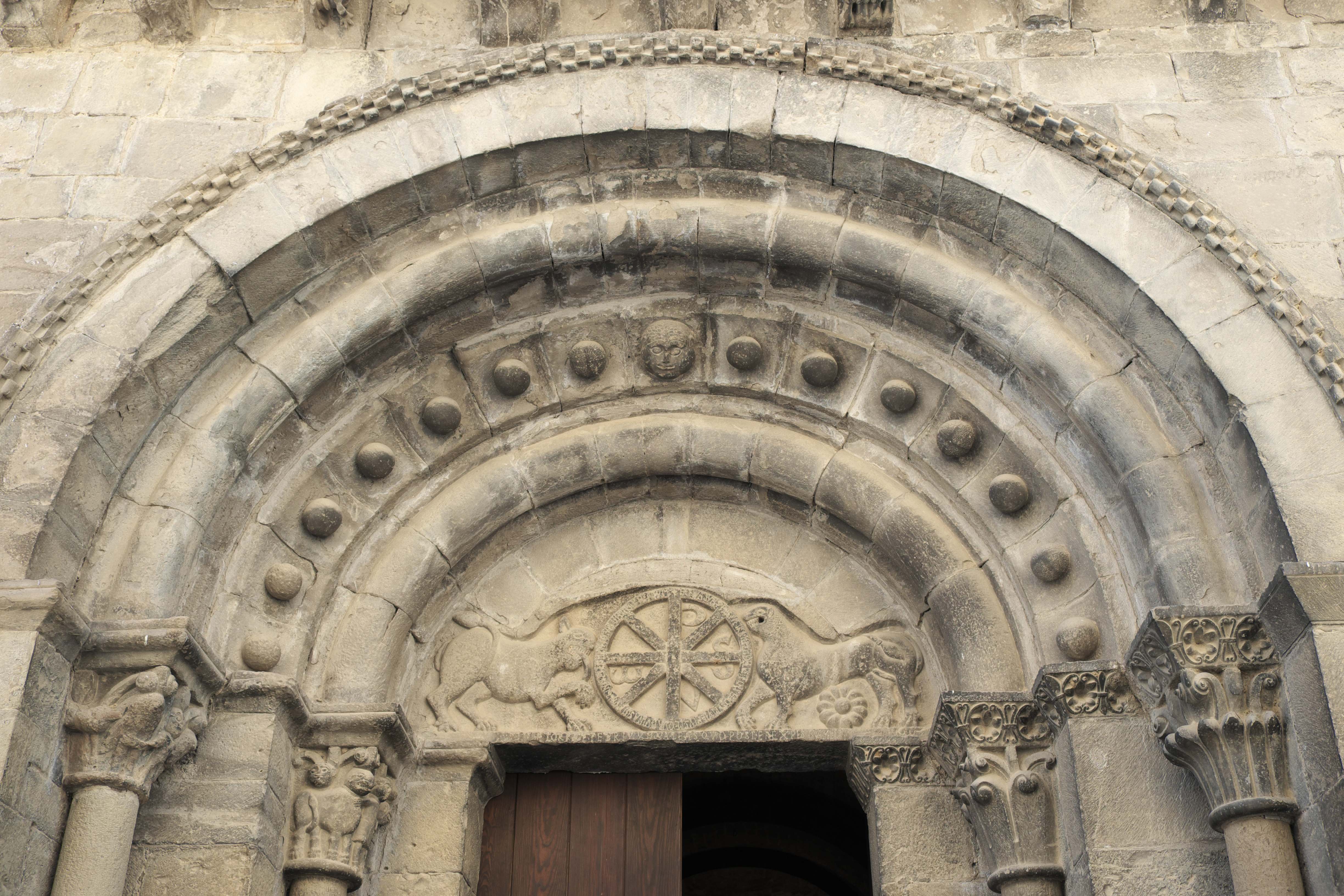
Tímpano en el portal oeste, mostrando chrismón y leones
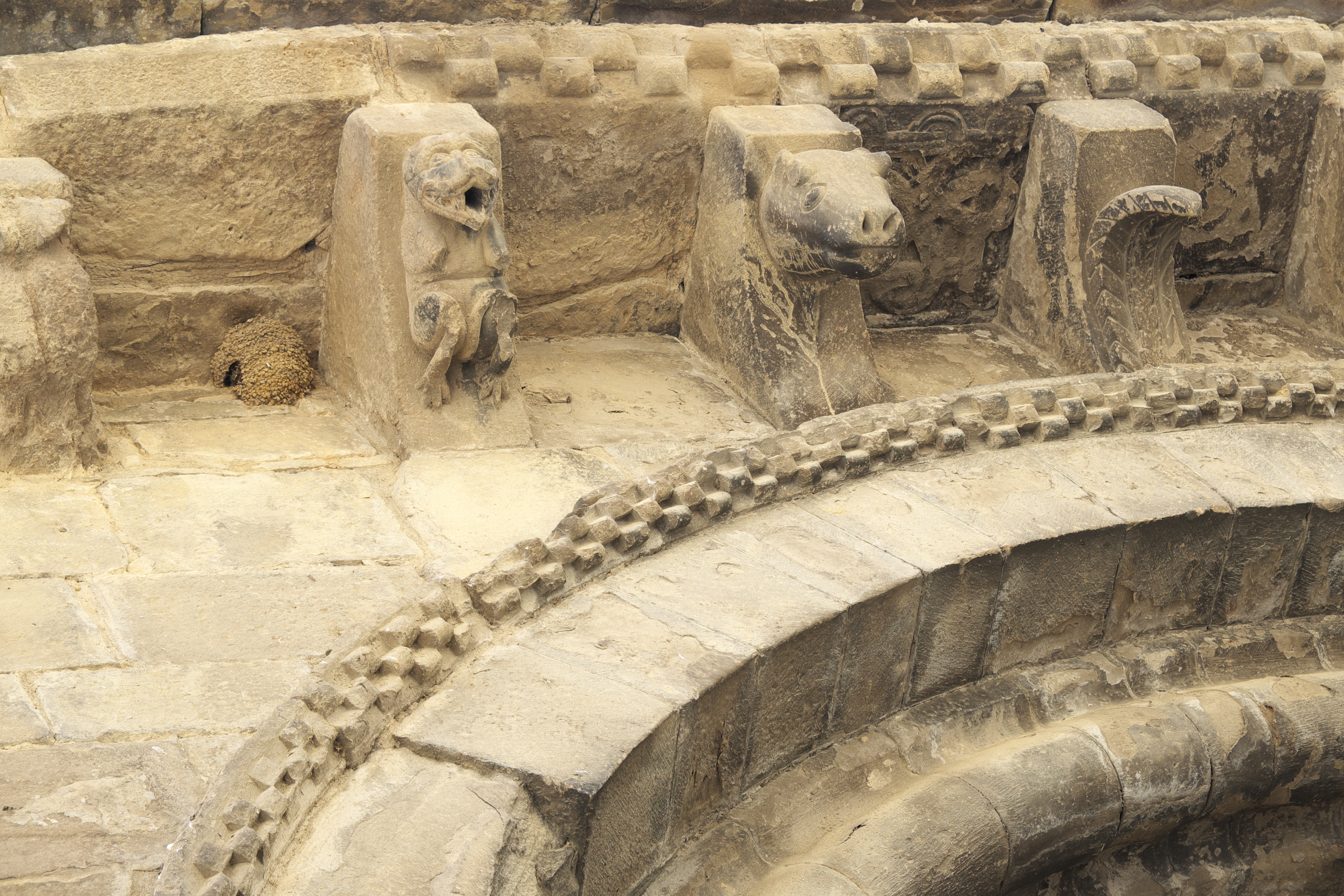
Corbetes tallados estuvieron pintados
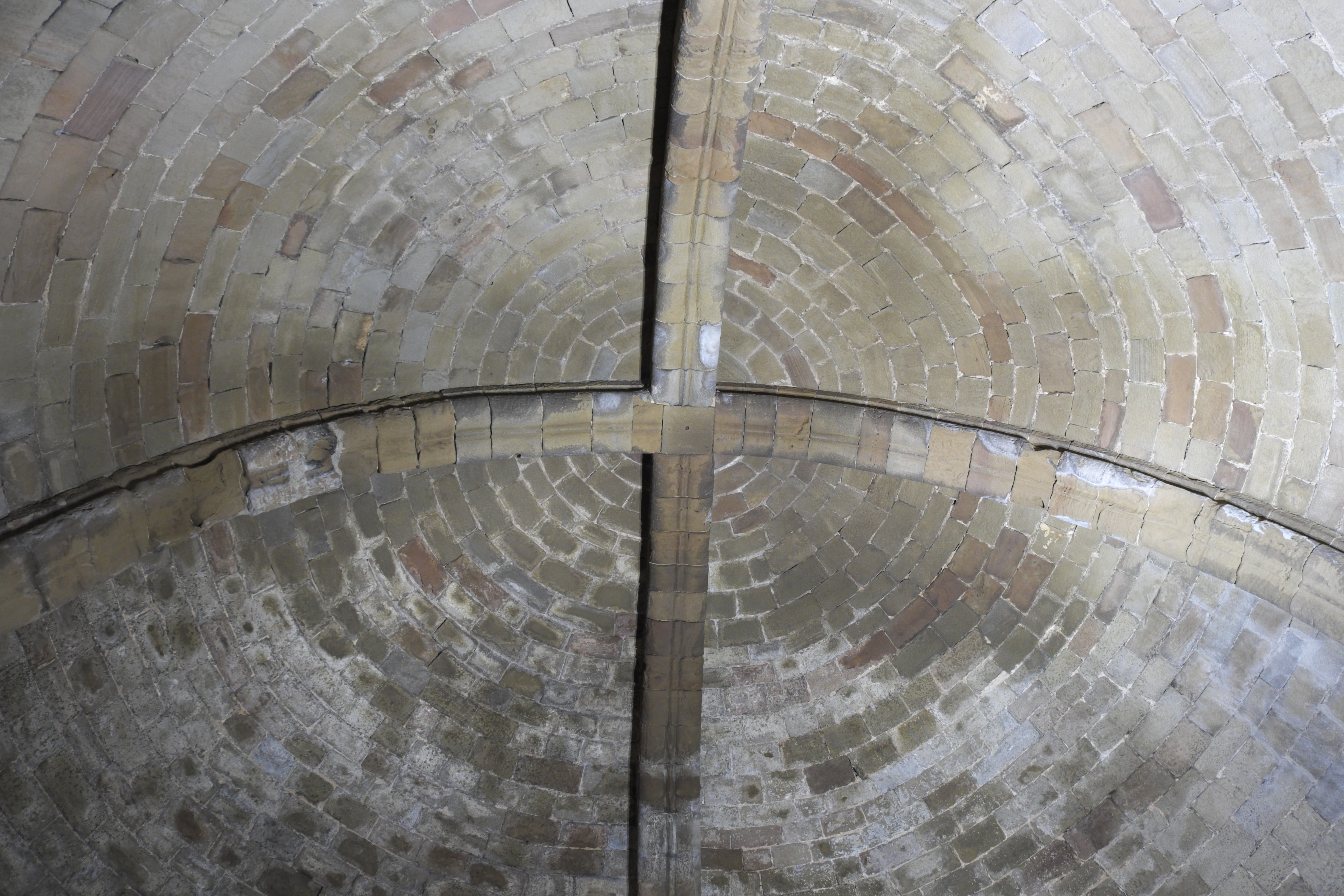
Techo de la cámara ortogonal sobre crucero
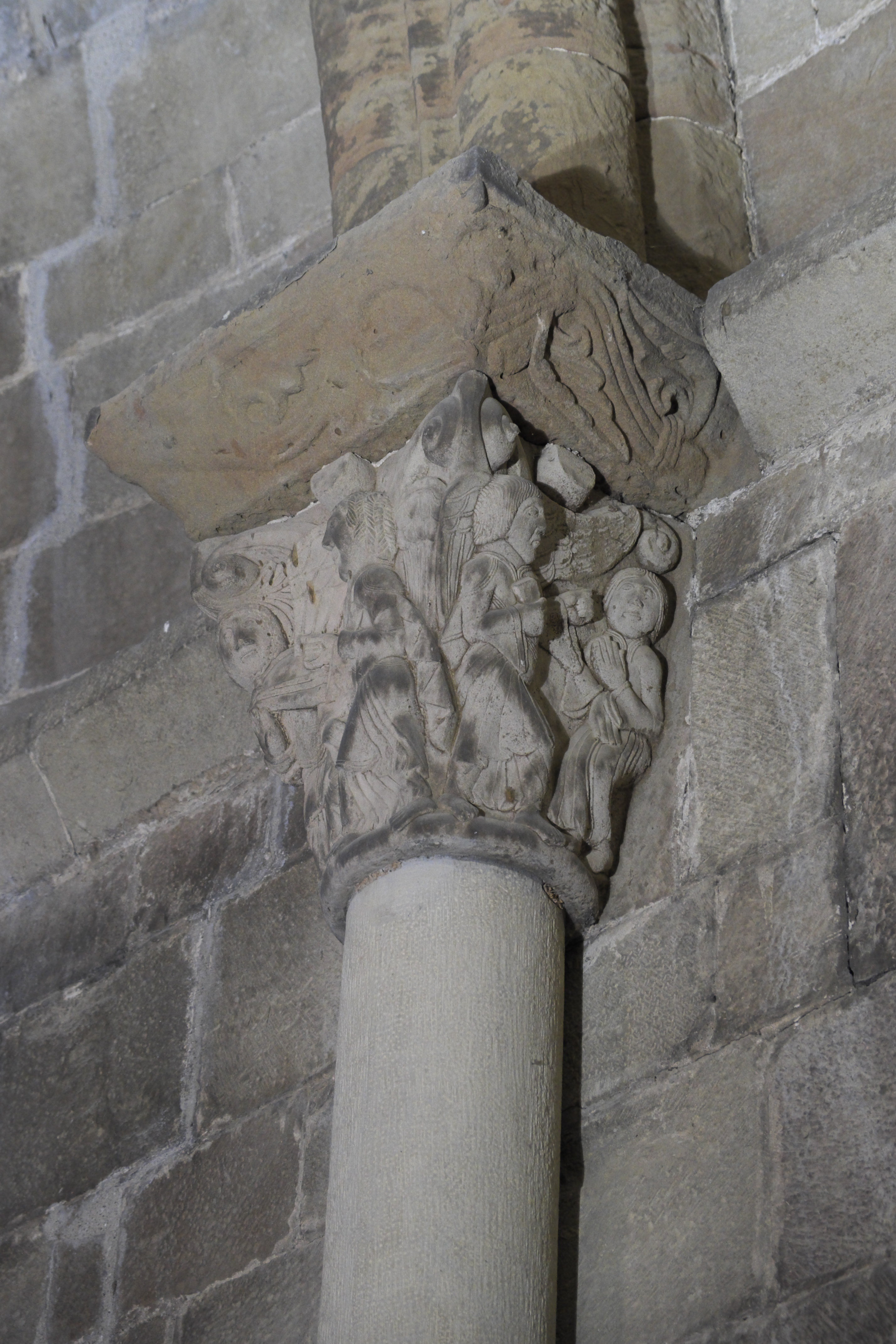
Ménsula en la cámara ortogonal
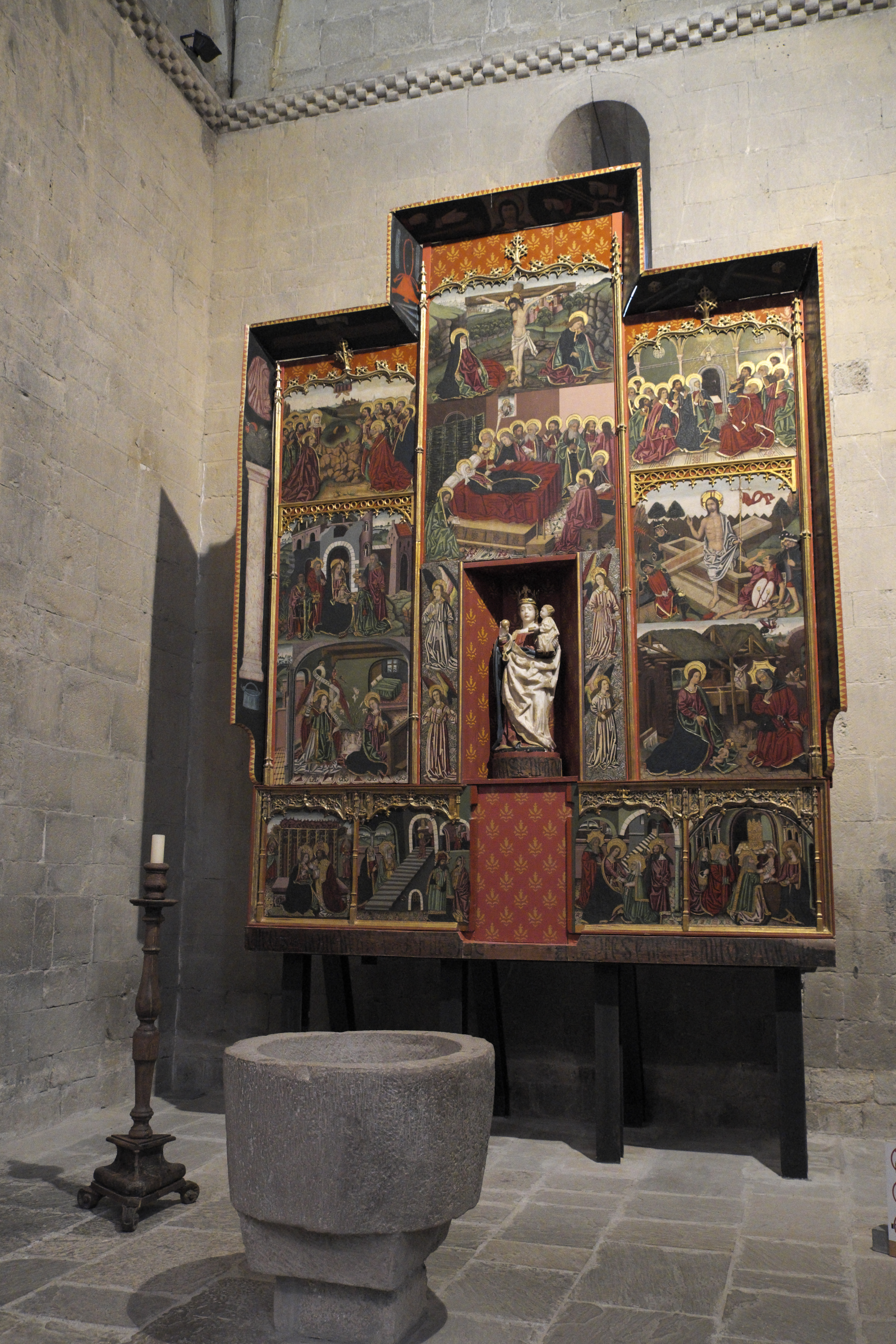
Retablo y pila bautismal